# Memorial Beach
Memorial Beach ist das fünfte Studioalbum der norwegischen Pop-Rock-Band a-ha, das im Juni 1993 erschien.

## Entstehung und Veröffentlichung
Die Erstveröffentlichung von Memorial Beach erfolgte am 4. Juni 1993 bei Warner Bros. Records. Das Album erschien in seiner Originalausführung als CD (Katalognummer: 9362-45229-2) und MC (Katalognummer: 9362-45229-4) mit zehn Titeln. Am 23. Oktober 2015 erschien eine Deluxeversion als Doppelalbum. Das erste Album enthält das Originalalbum, remastert, mit zwei Bonustiteln. CD 2 enthält Demoaufnahmen von neun Titeln des Albums, den bis dahin unveröffentlichten Titel Bar Room, eine Alternativversion zu Dark is the Night for All sowie fünf Liveaufnahmen (Katalognummer: 8122795248). Die Liveaufnahmen wurden bei einem Konzert am 17. März 1994 im Sentrum Scene in Oslo (Norwegen) aufgenommen.
Geschrieben wurden mit Ausnahme zweier Lieder alle Titel von a-ha-Gitarrist Pål Waaktaar-Savoy. Die Lieder Lamb to the Slaughter und Move to Memphis stammt aus der Feder des Bandkollegens Magne Furuholmen. für die Produktion zeichneten alle a-ha-Mitglieder sowie David Rivkin. verantwortlich. Als Begleitmusiker wurden wieder Bassist Jørun Bøgeberg und Schlagzeuger Per Hillestad verpflichtet, wie schon beim Vorgängeralbum East of the Sun, West of the Moon (Oktober 1990). JD und Jevetta Steele von der US-amerikanischen Gospel-Gruppe The Steeles sowie die Sängerin Kathy Wilson steuerten den Begleitgesang zu Lie Down in Darkness und Move to Memphis bei. Letzteres erschien im Original bereits auf dem Kompilationsalbum Headlines and Deadlines – The Hits of a-ha (November 1991).

## Titelliste

### Original
| Nr.          | Titel                          | Autor(en)                  | Länge |
| ------------ | ------------------------------ | -------------------------- | ----- |
| 1.           | Dark Is the Night for All      | Waaktaar-Savoy             | 3:46  |
| 2.           | Move to Memphis                | Waaktaar-Savoy, Furuholmen | 4:22  |
| 3.           | Cold as Stone                  | Waaktaar-Savoy             | 8:19  |
| 4.           | Angel in the Snow              | Waaktaar-Savoy             | 4:13  |
| 5.           | Locust                         | Waaktaar-Savoy             | 5:09  |
| 6.           | Lie Down in Darkness           | Waaktaar-Savoy             | 4:32  |
| 7.           | How Sweet It Was               | Waaktaar-Savoy             | 6:00  |
| 8.           | Lamb to the Slaughter          | Furuholmen                 | 4:20  |
| 9.           | Between Your Mama and Yourself | Waaktaar-Savoy             | 4:16  |
| 10.          | Memorial Beach                 | Waaktaar-Savoy             | 4:36  |
| Gesamtlänge: | Gesamtlänge:                   | Gesamtlänge:               | 49:33 |

### Deluxe Edition
| Nr.          | Titel                                     | Autor(en)                  | Länge |
| ------------ | ----------------------------------------- | -------------------------- | ----- |
| 1.           | Dark Is the Night for All                 | Waaktaar-Savoy             | 3:46  |
| 2.           | Move to Memphis                           | Waaktaar-Savoy, Furuholmen | 4:22  |
| 3.           | Cold as Stone                             | Waaktaar-Savoy             | 8:19  |
| 4.           | Angel in the Snow                         | Waaktaar-Savoy             | 4:13  |
| 5.           | Locust                                    | Waaktaar-Savoy             | 5:10  |
| 6.           | Lie Down in Darkness                      | Waaktaar-Savoy             | 4:32  |
| 7.           | How Sweet It Was                          | Waaktaar-Savoy             | 6:03  |
| 8.           | Lamb to the Slaughter                     | Furuholmen                 | 4:20  |
| 9.           | Between Your Mama and Yourself            | Waaktaar-Savoy             | 4:16  |
| 10.          | Memorial Beach                            | Waaktaar-Savoy             | 4:42  |
| 11.          | Move to Memphis (extended mix)            | Waaktaar-Savoy             | 6:39  |
| 12.          | Angel in the Snow (acoustic instrumental) | Waaktaar-Savoy             | 4:11  |
| Gesamtlänge: | Gesamtlänge:                              | Gesamtlänge:               | 60:34 |

| Nr.          | Titel                                            | Autor(en)                  | Länge |
| ------------ | ------------------------------------------------ | -------------------------- | ----- |
| 1.           | Dark Is the Night for All (demo)                 | Waaktaar-Savoy             | 3:29  |
| 2.           | Cold as Stone (demo)                             | Waaktaar-Savoy             | 8:32  |
| 3.           | Angel in the Snow (demo, Gesang: Waaktaar-Savoy) | Waaktaar-Savoy             | 3:25  |
| 4.           | Locust (demo)                                    | Waaktaar-Savoy             | 4:35  |
| 5.           | Lie Down in Darkness (demo)                      | Waaktaar-Savoy             | 3:19  |
| 6.           | How Sweet It Was (demo)                          | Waaktaar-Savoy             | 4:50  |
| 7.           | Bar Room (demo)                                  | Waaktaar-Savoy             | 4:03  |
| 8.           | Lamb to the Slaughter (demo)                     | Furuholmen                 | 3:53  |
| 9.           | Between Your Mama and Yourself (demo)            | Waaktaar-Savoy             | 4:21  |
| 10.          | Memorial Beach (demo)                            | Waaktaar-Savoy             | 4:50  |
| 11.          | Dark Is the Night for All (alternative version)  | Waaktaar-Savoy             | 3:44  |
| 12.          | The Swing of Things (live)                       | Waaktaar-Savoy             | 6:20  |
| 13.          | Dark Is the Night for All (live)                 | Waaktaar-Savoy             | 5:08  |
| 14.          | Move to Memphis (live)                           | Waaktaar-Savoy, Furuholmen | 4:40  |
| 15.          | Cold as Stone / Sycamore Leaves (live)           | Waaktaar-Savoy             | 10:08 |
| 16.          | Shapes that Go Together (live)                   | Furuholmen, Waaktaar-Savoy | 4:24  |
| Gesamtlänge: | Gesamtlänge:                                     | Gesamtlänge:               | 79:42 |

## Singleauskopplungen
| Jahr | Titel                | Höchstplatzierung, Gesamtwochen, AuszeichnungChartplatzierungen (Jahr, Titel, , Platzierungen, Wochen, Auszeichnungen, Anmerkungen) | Höchstplatzierung, Gesamtwochen, AuszeichnungChartplatzierungen (Jahr, Titel, , Platzierungen, Wochen, Auszeichnungen, Anmerkungen) | Höchstplatzierung, Gesamtwochen, AuszeichnungChartplatzierungen (Jahr, Titel, , Platzierungen, Wochen, Auszeichnungen, Anmerkungen) | Anmerkungen                                                              |
| Jahr | Titel                | DE | UK | NO | Anmerkungen                                                              |
| ---- | -------------------- | --- | --- | --- | ------------------------------------------------------------------------ |
| 1993 | Dark Is the Night    | DE46 (8 Wo.)DE | UK19 (4 Wo.)UK | NO4 (6 Wo.)NO | Erstveröffentlichung: April 1993                                         |
| 1993 | Angel in the Snow    | — | UK41 (3 Wo.)UK | — | Erstveröffentlichung: August 1993                                        |
| 1993 | Lie Down in Darkness | — | — | — | Erstveröffentlichung: 1993 nur in den Vereinigten Staaten veröffentlicht |

## Rezensionen
Das britische Musikmagazin Q vergab vier von fünf Sternen, führte Memorial Beach als eines der besten 50 Alben des Jahres 1993 auf, und schrieb: "If ever a band deserved reappraisal on the back of an album then it was a-ha!". Der Musikexpress beurteilte das Album mit fünf von sechs Sternen und schrieb: „Ein Werk aus Princens Paisley Park Studio. Nicht nur geografisch gerieten die Pop-Artisten aus Norwegen dabei in eine wärmere Klimazone. Auch ihr Sound wurde voller, einheitlicher, erwachsener. Erotische Songs für die internationalen Charts.“ Das WOM-Magazin nutzte die Veröffentlichung von Memorial Beach für eine Titelgeschichte und gab dem Album die Höchstwertung.
Bei der Wiederveröffentlichung des Albums 2015 als Deluxe-Version vergab der Rolling Stone 3 von 5 Sternen, bezeichnete das Album als grandioses Scheitern von a-ha und verriss die Songs Lie Down in Darkness, Between Your Mama and Yourself, How Sweet It Was und begeisterte sich an den Songs Dark Is The Night For All, Locust und Angel In The Snow. Live sollen a-ha nie besser gewesen sein als 1994, als sie gelegentlich auch ihren Überhit Take On Me wegließen, doch diesen Mut in etwas Neues einfließen zu lassen, der fehlte a-ha im Studio, ist das Fazit der Kritik.

## Chartplatzierungen
| ChartsChartplatzierungen     | Höchstplatzierung | Wochen |
| ---------------------------- | ----------------- | ------ |
| Deutschland (GfK)            | 17 (11 Wo.)       | 11     |
| Norwegen (IFPI)              | 1 (10 Wo.)        | 10     |
| Schweiz (IFPI)               | 39 (1 Wo.)        | 1      |
| Vereinigtes Königreich (OCC) | 17 (3 Wo.)        | 3      |